# Остро

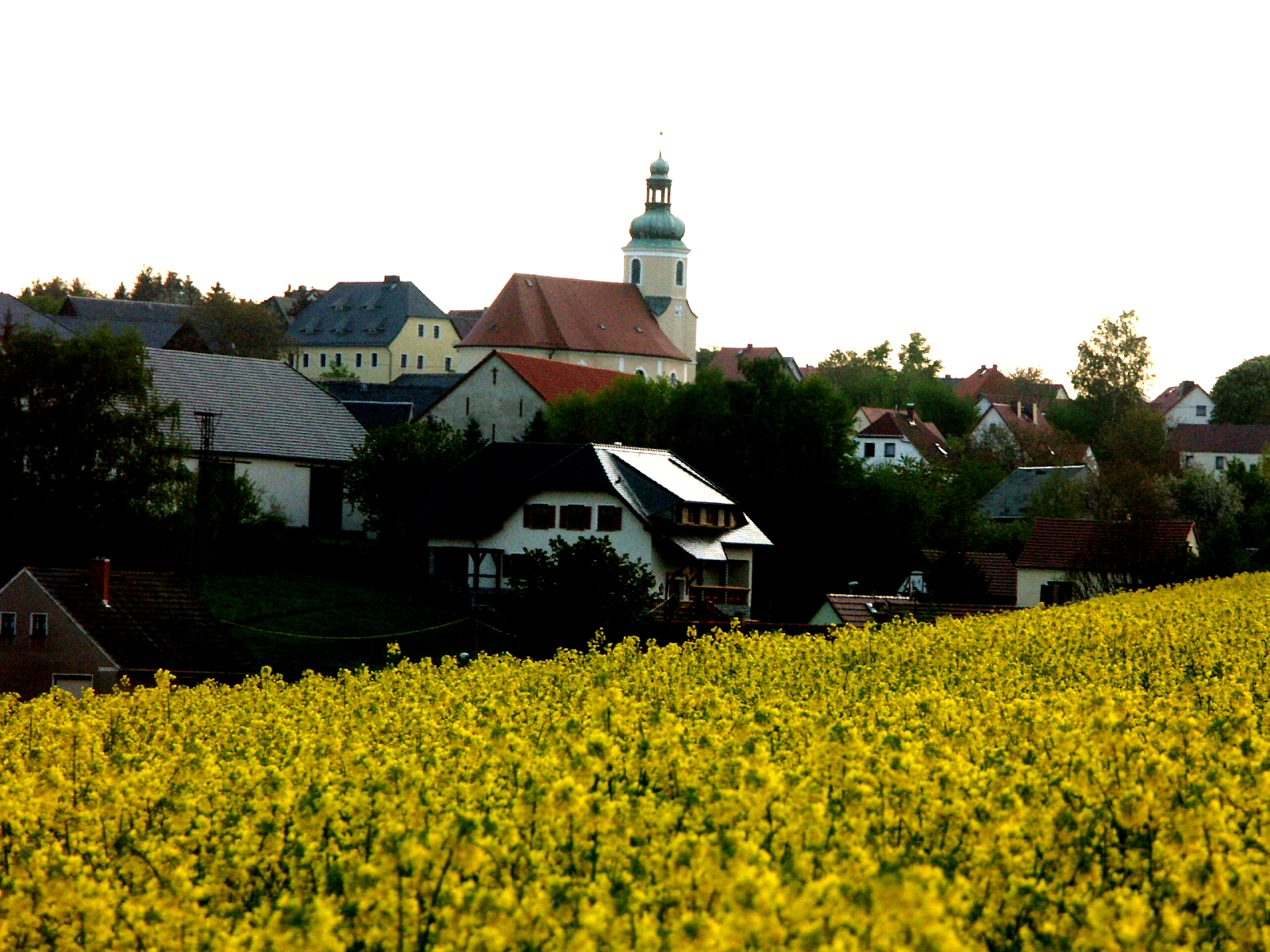

Остро или Вотров (нем. Ostro; в.-луж. Wotrow) — деревня в Верхней Лужице, Германия. Входит в состав коммуны Паншвиц-Кукау района Баутцен в земле Саксония. Подчиняется административному округу Дрезден.
Для большинства жителей деревни родным является верхнелужицкий язык.

## История
Впервые упоминается в 1319 году под наименованием Oztrow. В средние века деревня принадлежала женскому монастырю Мариенштерн.
С 1974 по 1994 года входила в состав коммуны Канневиц. С 1957 года входит в современную коммуну Паншвиц-Кукау.
В настоящее время деревня входит в состав культурно-территориальной автономии «Лужицкая поселенческая область», на территории которой действуют законодательные акты земель Саксонии и Бранденбурга, содействующие сохранению лужицких языков и культуры лужичан.
Исторические немецкие наименования:
- Oztrow, Ostrowe, 1319
- Ostrow, 1319
- Ostra, 1531
- Ostro, 1548

## Население
Официальным языком в населённом пункте, помимо немецкого, является также верхнелужицкий язык.
Согласно статистическому сочинению «Dodawki k statisticy a etnografiji łužickich Serbow» Арношта Муки в 1884 году в деревне проживало 258 человек (100 % славянского населения).
Лужицкий демограф Арношт Черник в своём сочинении «Die Entwicklung der sorbischen Bevölkerung» указывает, что в 1956 году при общей численности в 378 человек серболужицкое население деревни составляло 85,2 % (из них верхнелужицким языком активно владело 231 человек, 13 — пассивно и 78 несовершеннолетних владели языком).

## Известные уроженцы
- Ян Буланк (1931—2002) — лужицкий композитор и дирижёр.
- Йозеф Новак (1895—1978) — лужицкий поэт и драматург.

## Сайты
- Ostro/ Wotrow Архивная копия от 27 января 2019 на Wayback Machine, Historischen Ortsverzeichnis von Sachsen
- Ostro — Neustädtel Архивная копия от 11 декабря 2019 на Wayback Machine, Oфициальный сайт коммуны Паншвиц-Кукау
- Ostro — Веб-сайт деревни Остро Архивная копия от 20 декабря 2021 на Wayback Machine (нем.)
- Остро на сайте общества Кирилла и Мефодия